# New Delhi métallo-bêta-lactamase
La New Delhi métallo-β-lactamase est une enzyme qui confère aux bactéries qui la synthétisent une résistance aux antibiotiques de la famille des carbapénèmes, habituellement réservés au traitement des infections multirésistantes.
Elle est codée par un gène dénommé NDM-1, situé sur un plasmide.
Elle touche des entérobactéries comme les colibacilles, responsables d'un grand nombre d'infections humaines, le Klebsiella pneumoniae ou la salmonelle.
En 2009, une entérobactérie produisant une enzyme de type New Delhi métallo-bêta-lactamase est identifiée pour la première fois chez un patient suédois ayant été hospitalisé en Inde. En 2010, elle est retrouvée chez des patients résidant au Royaume-Uni et dont certains ont effectué précédemment du tourisme médical pour de la chirurgie esthétique en Inde ou au Pakistan.
Par la suite, six souches multirésistantes d’Acinetobacter baumannii NDM-1 originaires d'Afrique du Nord émergent en mai 2013 en France. Les auteurs concluent : « L'identification de plusieurs isolats d'A. baumannii qui possèdent le gène bla NDM-1 originaires d'Afrique du nord, sans lien évident avec le sous-continent indien, suggère fortement que le clone A. baumannii NDM-1 producteur est probablement répandu en Afrique du Nord et qu'il pourrait jouer un rôle de réservoir pour NDM-1. »